# Эней, Анхиз и Асканий

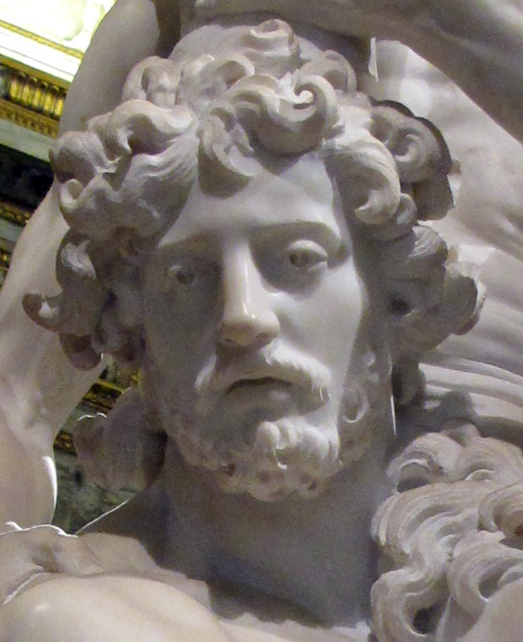
Деталь скульптурной группы. Голова Энея

Эней, Анхиз и Асканий (итал. Enea, Anchise e Ascanio) — скульптурная группа работы Джованни Лоренцо Бернини, созданная по заказу кардинала Шипионе Боргезе в 1618—1619 годах. Экспонируется в галерее Боргезе в Риме. Изображает сцену из эпической поэмы «Энеида» Вергилия, в которой герой Эней выводит свою семью из горящей Трои.

## История и иконография
Богатый и могущественный кардинал Боргезе, меценат и коллекционер произведений античного искусства, покровительствовал скульптору Бернини. «Эней, Анхиз и Асканий» — первая из четырёх скульптурных групп, которые кардинал заказал молодому, но уже признанному скульптору. Остальные: «Похищение Прозерпины» (1621—1622), «Аполлон и Дафна» (1622—1625) и «Давид» (1623—1624).
Античные названия сюжета: «Римское милосердие» (лат. Pietas Romana, или «Дорогая ноша» (лат. Pia Sarcina. Сюжет взят из второй книги «Энеиды» Вергилия, повествующей о бегстве Энея, его престарелого отца Анхиза и Аскания (сына Энея) из объятой пламенем Трои. После долгих странствий Эней создал своё царство в Италии. Поэтому он, согласно одной из версий, считается основателем Рима.

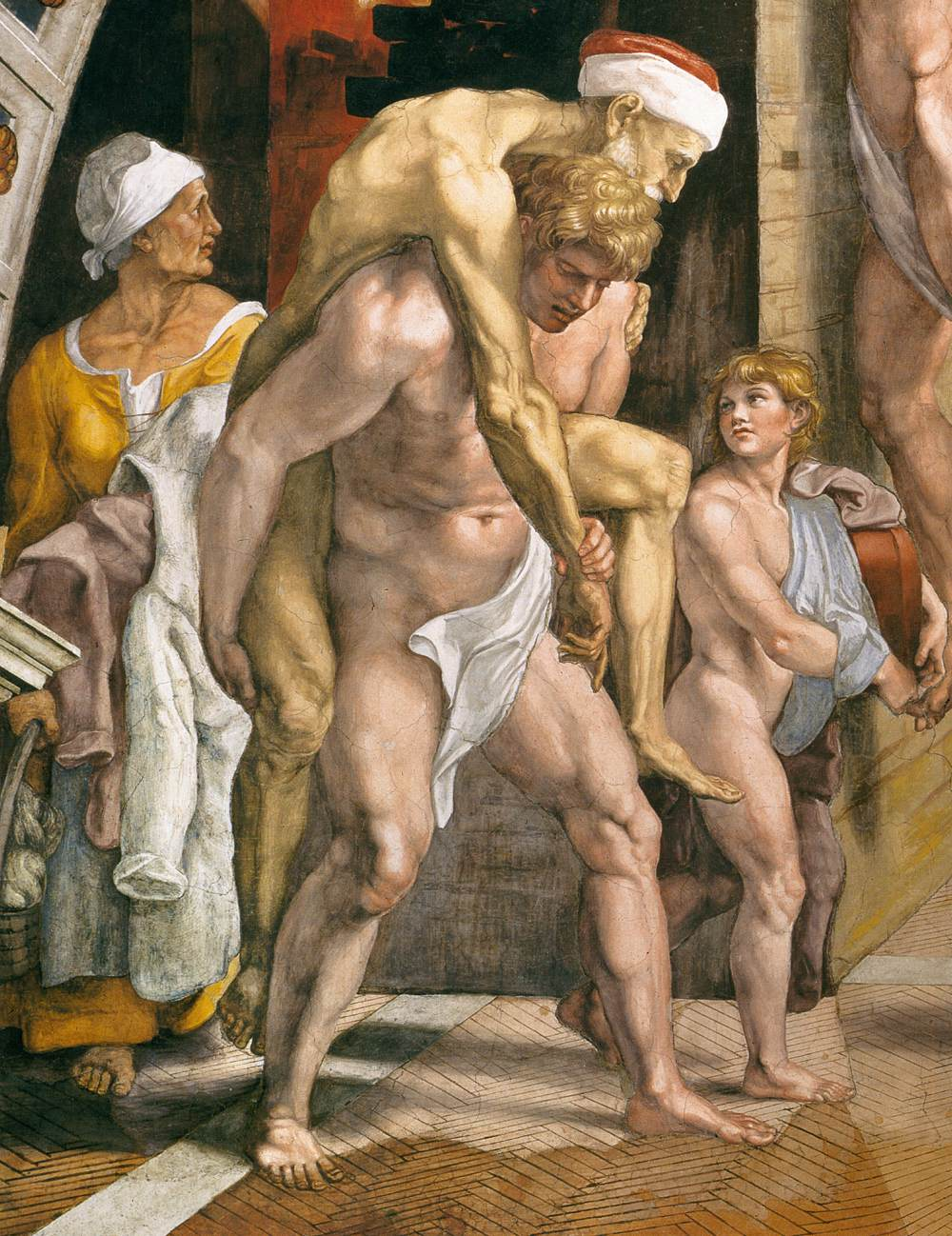
Рафаэль Санти с учениками. Деталь фрески «Пожар в Борго». Апостольский дворец в Ватикане. 1514

У Энея на плечах старик-отец Анхиз с согнутой спиной, который несёт в руке сосуд с прахом предков (ларов). Сосуд украшен статуэтками Пенатов, древнеримских богов-хранителей домашнего очага. Третий персонаж — Асканий, сын Энея, который следует за ними и несёт вечный огонь из храма Весты, который должен осветить новую жизнь Рима. При работе Бернини вдохновлялся, по его собственному утверждению, античной скульптурой «Гладиатор Боргезе», или «Боргезский борец», также находившейся в коллекции семьи его покровителей, но в 1807 году Камилло Боргезе продал собрание антиков Наполеону Бонапарту. С тех пор «Гладиатор» экспонируется в парижском Лувре. Произведение Бернини, украшавшее с октября 1619 года виллу Шипионе Боргезе у Порта Пинчиана, с 1888 года находится в «Зале Гладиатора» (Зал VI) на Вилле в садах Боргезе в Риме.
Сохранилась этрусская скульптурка (VI—V вв. до н. э.), представляющая Энея и Анхиза, а также миниатюра рукописи «Энеиды» (IV—V вв. до н. э.), хранящаяся в Ватиканской библиотеке. Фигуру сына, выносящего на своих плечах отца из горящего дома (вероятно, по образцу этой миниатюры), изобразил Рафаэль Санти в левой части фрески «Пожар в Борго» в «Станцах Рафаэля» Апостольского дворца в Ватикане в 1514 году. Произведение Бернини в общих чертах повторяет фигуры рафаэлевской фрески.

## Оценка и критика
Выдающийся британский историк и теоретик искусства Рудольф Виттковер отметил, что все четыре произведения Бернини, созданные по заказу кардинала Боргезе, «открыли новую эру в истории европейской культуры».
Эта точка зрения разделяется и другими учёными. Тем не менее многие знатоки более сдержаны в оценке художественного уровня наиболее ранней скульптурной группы «Эней, Анхиз и Асканий». Не случайно существует версия, согласно которой общая композиция и первая стадия работы принадлежат Пьетро Бернини, отцу знаменитого скульптора. Бернини-сын только завершил скульптуру, вероятно, пытаясь привнести в пластические достижения Высокого Возрождения, под воздействием эстетики маньеризма, новые натуралистические черты. Существуют и неоправданно восторженные оценки: «Соединив достижения Ренессанса и динамичную энергию периода маньеризма, Бернини создал новую концепцию для религиозных и исторических скульптур, наполненных драматическим реализмом, волнующими эмоциями и с динамичной сценической композицией». Ранние скульптурные группы и портреты Бернини являют собой манифест «власти человеческого тела в движении и технического совершенства, с которым могут соперничать лишь величайшие мастера античности».
После того, как более поздние документы подтвердили авторство не отца, а сына, Джованни Лоренцо Бернини, критика скульптуры стала ещё более разнородной — Хиббард признал мастерство «в передаче контраста между твёрдой кожей Энея и провисающей кожей старого Анхиза», но также охарактеризовал работу как «ограниченную и пробную». Другие видели в скульптуре, как и в других произведениях для кардинала Боргезе, эволюцию от более ранних скульптур маньеристов к стилю барокко. Энн Сазерленд Харрис противопоставлял работе Бернини «Похищение сабинянок» Джамболоньи. Пирамидальная композиция Джамболоньи приглашает зрителей обойти скульптуру вокруг, увидеть разные выражения персонажей, форму их тел с разных позиций, скульптура же Бернини позволяет зрителю видеть выражение трёх персонажей только с одной точки зрения — с гораздо меньшим содержанием, чем если бы она смотрелась под разными углами.
В период работы над скульптурой Бернини едва исполнилось двадцать лет, и нет ничего удивительного в том, что его работа по стилю похожа на работы других мастеров. Прежде всего в обработке фигур очевидно влияние манеры его отца, Пьетро Бернини. В попытке построить движение вверх от мальчика Аскания к его деду Анхизу видно влияние скульптора Джамболоньи. Моделью для фигуры Энея, возможно, послужила скульптура Микеланджело «Христос с крестом». Собственный стиль Бернини станет более очевиден в более поздних произведениях.